# Olympische Sommerspiele 2012/Teilnehmer (Mazedonien)
| Gelbes Symbol für Goldmedaillen mit stilisierten Olympischen Ringen | Graues Symbol für Silbermedaillen mit stilisierten Olympischen Ringen | Braundes Symbol für Bronzemedaillen mit stilisierten Olympischen Ringen |
| ------------------------------------------------------------------- | --------------------------------------------------------------------- | ----------------------------------------------------------------------- |
| —                                                                   | —                                                                     | —                                                                       |

Mazedonien nahm in London an den Olympischen Spielen 2012 teil. Es war die insgesamt fünfte Teilnahme an Olympischen Sommerspielen. Das Makedonski Olimpiski Komitet nominierte vier Athleten in zwei Sportarten.
Fahnenträger bei der Eröffnungsfeier war der Schwimmer Marko Blazhevski.

## Teilnehmer nach Sportarten

### Leichtathletik
Laufen und Gehen
| Athleten          | Wettbewerb | Vorlauf     | Vorlauf | Halbfinale    | Halbfinale    | Finale        | Finale        | Rang |
| Athleten          | Wettbewerb | Zeit        | Rang    | Zeit          | Rang          | Zeit          | Rang          | Rang |
| ----------------- | ---------- | ----------- | ------- | ------------- | ------------- | ------------- | ------------- | ---- |
| Frauen            |            |             |         |               |               |               |               |      |
| Hristina Risteska | 400 m      | 1:00,86 min | 7       | ausgeschieden | ausgeschieden | ausgeschieden | ausgeschieden | 43   |
| Männer            |            |             |         |               |               |               |               |      |
| Kristijan Efremov | 400 m      | 47,92 s     | 7       | ausgeschieden | ausgeschieden | ausgeschieden | ausgeschieden | 44   |

### Schwimmen
| Athleten         | Wettbewerb     | Vorlauf     | Vorlauf | Halbfinale    | Halbfinale    | Finale        | Finale        | Rang |
| Athleten         | Wettbewerb     | Zeit        | Rang    | Zeit          | Rang          | Zeit          | Rang          | Rang |
| ---------------- | -------------- | ----------- | ------- | ------------- | ------------- | ------------- | ------------- | ---- |
| Frauen           |                |             |         |               |               |               |               |      |
| Simona Marinova  | 800 m Freistil | 9:28,41 min | 4       | ausgeschieden | ausgeschieden | ausgeschieden | ausgeschieden | 35   |
| Männer           |                |             |         |               |               |               |               |      |
| Marko Blazhevski | 400 m Lagen    | 4:32,28 min | 3       | ausgeschieden | ausgeschieden | ausgeschieden | ausgeschieden | 34   |